# Matthias Carras
Matthias Carras, nom de scène de Matthias Thomas Blöcher, né le 21 décembre 1964 à Wehrda et mort le 14 janvier 2023, est un chanteur allemand.

## Biographie
Après une formation de vendeur au détail, Matthias Carras travaille en tant que manager dans une maison de couture. En même temps, il est disc-jockey dans des discothèques. Il fait son premier enregistrement en 1990, l'année suivante sort son premier single et il fait ses premières apparitions télévisuelles.
En 1998, les singles Ich krieg nie genug von dir et Ich bin dein Co-Pilot sont des succès avec la promotion d'Uwe Hübner dans ZDF Hit-Parade. Il abandonne sa profession de commercial pour une carrière professionnelle de chanteur. Il sort en 2000 son premier album Bitte anschnallen, produit par Ronny Jentzsch et Hermann Niesig. De 2002 à 2004, Matthias Carras est animateur de télévision d'une émission de 9Live sur le schlager puis sur Super RTL.
En 2015, Matthias Carras met fin à sa carrière musicale en raison d'une dépression chronique, mais donne également d'autres raisons à sa décision, notamment le changement dans le secteur de la musique.

## Discographie
Albums
- Bitte anschnallen (2000)
- Verliebt (2002)
- Zärtlicher Rebell (2004)
- Meine Besten (2005)
- …auch nur ein Mann (2007)
- Kein Typ wie früher (2009)
- Ansonsten geht's mir gut (2011)
- Carrasmatisch (2013)